# Вулиця Бетонна
Вулиця Бетонна — одна з вулиць Кременчука. Протяжність близько 1300 метрів.

## Опис та Розташування
Вулиця розташована у західній частині міста паралельно до вулиці Хорольської. Починається від стику з вулиці Гранитної та прямує на північний захід, де після повороту направо переходить у вулицю Вадима Пугачова. Від 7-о Хорольсько тупика і до вулиці Гранітною є однобічно з напрямом руху до вулиці Гранітної. Права сторона вулиці (парні номера будинків) забудовані приватними будовами. На початку вулиці розташована Кременчуцька перша міська лікарня імені О. Т. Богаєвського.
Перетинає такі вулиці:
- Сорочинський провулок
- 3-й Хорольський тупик
- 7-й Хорольський тупик

## Будівлі та об'єкти
- Буд. № 1/60 — Кременчуцька перша міська лікарня імені О. Т. Богаєвського
- Буд. № 3 — Кременчуцький обласний спеціалізований будинок дитини Полтавської обласної ради[1][2]

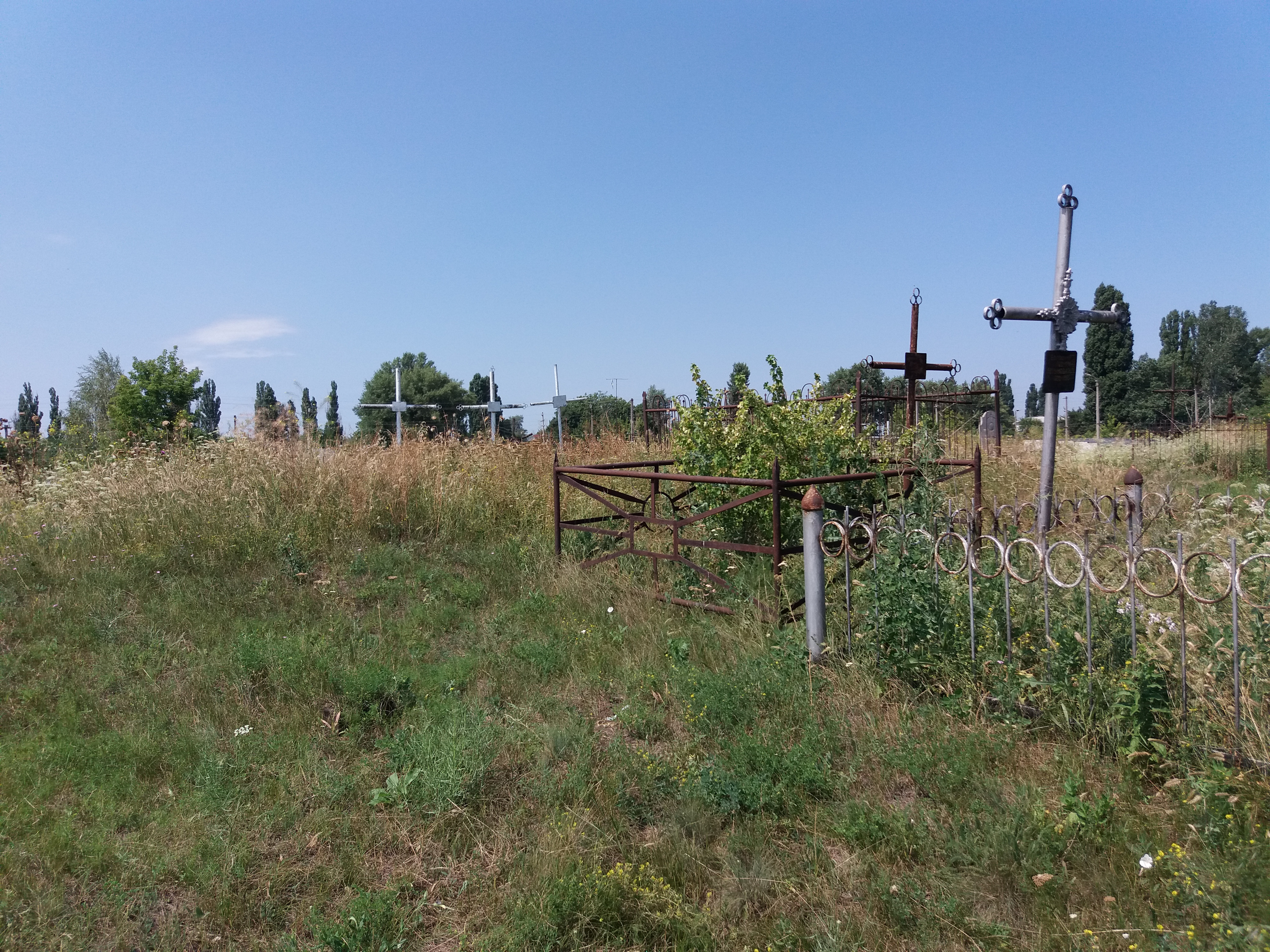
Воскресенське кладовище
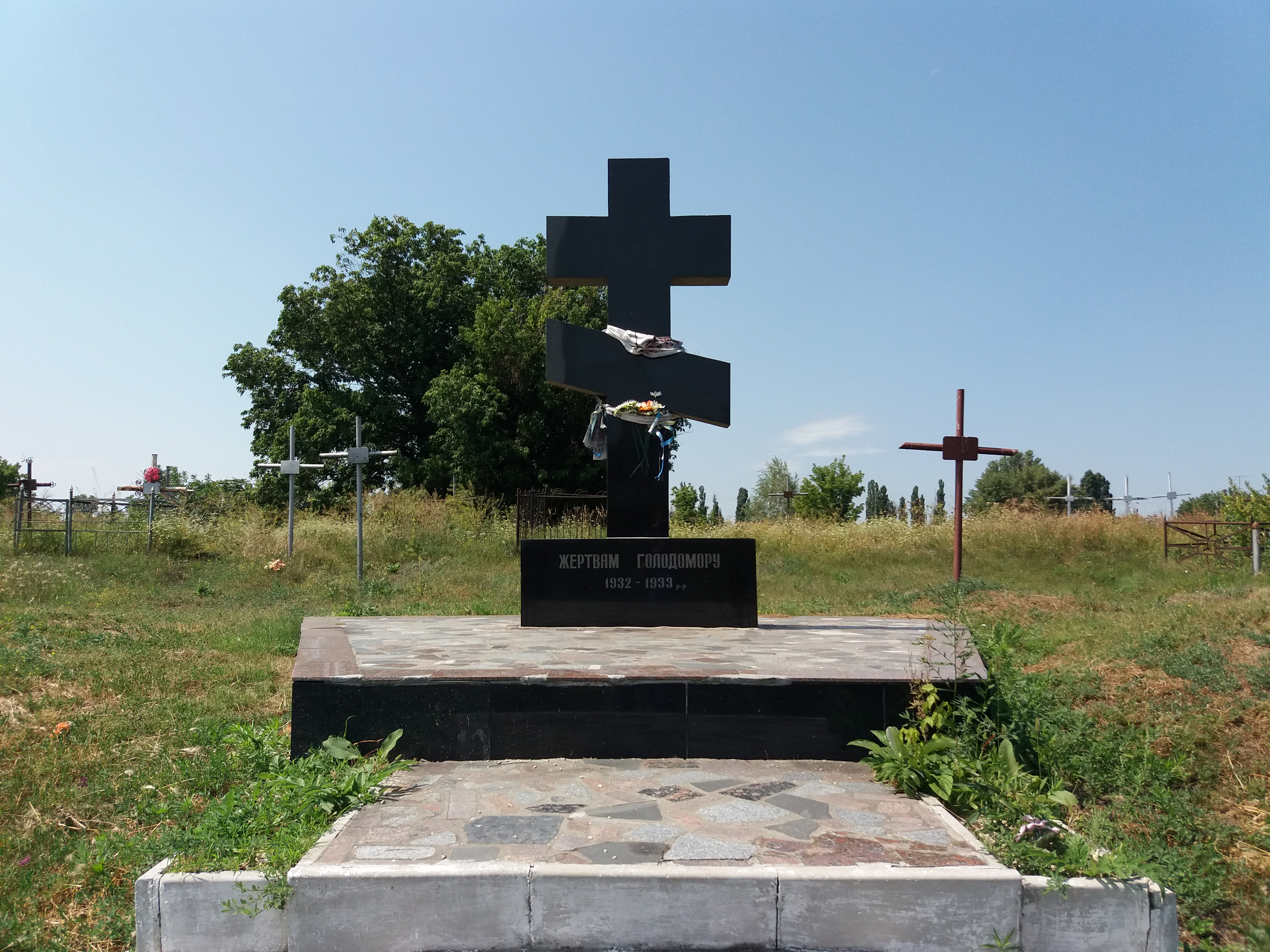
Пам'ятний знак «Жертвам Голодомору»
- Буд № 15 — СТО[3]
- Пам'ятник Москвичу М-400[4]

- Воскресенське кладовище
- Пам’ятний знак «Жертвам Голодомору»